# Michelle Montero
Michelle Francini Montero Venegas (Golfito, Puntarenas, Costa Rica, 29 de agosto de 1994) es una futbolista costarricense que juega como delantera en el Carmelita F. F. de la Segunda División de Costa Rica.

## Trayectoria

### UCEM Alajuela
Debutó a la edad de los 15 en la Primera División de Costa Rica con el UCEM de Alajuela. 

### A. D. Moravia
En la temporada 2018-19 se unió al equipo de Moravia.

### L. D. Juvenil de Macas
A inicios del año 2020, se unió a la Liga Deportiva Juvenil de Macas, en suelo ecuatoriano, en condición de préstamo, pero no llegó a debutar. 

### C. S. Herediano
Después de su paso en el extranjero regresó a Costa Rica compitiendo con el C.S Herediano en el que llegó a obtener el título de la máxima categoría costarricense, enfrentándose ante el Deportivo Saprissa.

### Hapoel Be'er Sheva
Después de obtener su título nacional, tuvo su paso por el Hapoel Be'er Sheva en suelo israelí. El 24 de abril de 2021, debutó con el equipo, contra el ASA Tel Aviv, jugando el encuentro por 80 minutos en la victoria israelí. Después de desvincularse con el club, relató sus experiencias de bombardeos entre Palestina e Israel.

### Cruz Azul F. C.
En el año 2021 fue fichada por el Cruz Azul F. C., en el que obtuvo mayor protagonismo con el cuadro cementero, en mayo de 2022 se expresó por los malos tratos de parte del cuerpo técnico por lo que decidió desvincularse del club.

### Municipal Pérez Zeledón
El 9 de mayo de 2022 se unió al Municipal Pérez Zeledón de la Primera División de Costa Rica. El 30 de noviembre, se anunció la salida de Montero del cuadro sureño.

### C. S. Herediano
El 4 de enero de 2023 se oficializó su llegada al C. S. Herediano. El 29 de enero debutó en la primera fecha del Torneo Apertura 2023 contra Cofutpa U San José, Michelle fue alineada como titular, al minuto 90+8 realizó su primera anotación con el club, finalizando el compromiso con la victoria 0-2. El 19 de junio por medio de sus redes sociales, Montero anunció su retiro del fútbol profesional.

### Carmelita F. F.
Después de su renuncia del fútbol el 19 de junio de 2023, el Carmelita F. F. anunció su fichaje el 30 de enero de 2024.

## Selección nacional

### Categorías inferiores
Tuvo participación en el Premundial sub-20 2014, y más adelante su clasificación a la Copa Mundial Sub-20 de Canadá.
En primera fase de grupos fue alineada como jugadora titular contra Francia, siendo sustituida al minuto 68 en la derrota 5-1. En el siguiente partido se enfrentaban ante Paraguay, Michelle fue alineada nuevamente como titular, anotando al minuto 29 logrando empatar el encuentro 1-1, fue sustituida al minuto 67 en la derrota 2-1. En el tercer partido se enfrentaban ante Nueva Zelanda, Michelle estuvo en el banco de suplencia entrando al terreno de juego al minuto 58, en la derrota costarricense 0-3, siendo eliminadas en la primera fase de grupos con su única anotación.

### Selección absoluta
Debutó con la selección de Costa Rica el 30 de noviembre de 2021 contra Nicaragua en un partido amistoso, fue alineada como titular realizando su primera anotación al minuto 48, al minuto 53 realizó una asistencia a su compañera Lixy Rodríguez para después poner el marcador 3-1 a favor de Costa Rica, fue sustituida al minuto 58 en la victoria costarricense 5-2.

## Clubes
| Club                    | País       | Año           |
| ----------------------- | ---------- | ------------- |
| UCEM Alajuela           | Costa Rica | 2013-2017     |
| A. D. Moravia           | Costa Rica | 2019          |
| C. S. Herediano         | Costa Rica | 2020-2021     |
| L. D. Juvenil de Macas  | Ecuador    | 2020          |
| Hapoel Be'er Sheva      | Israel     | 2021          |
| Cruz Azul F. C.         | México     | 2021-2022     |
| Municipal Pérez Zeledón | Costa Rica | 2022          |
| C. S. Herediano         | Costa Rica | 2023          |
| Carmelita F. F.         | Costa Rica | 2024-presente |

## Palmarés

### Títulos nacionales
| Título                         | Equipo          | País       | Año  |
| ------------------------------ | --------------- | ---------- | ---- |
| Primera División de Costa Rica | C. S. Herediano | Costa Rica | 2020 |